# 大阪市立西淀中学校
大阪市立西淀中学校（おおさかしりつ にしよどちゅうがっこう）は、大阪府大阪市西淀川区にある公立中学校)。

## 沿革
1947年の学制改革の際、西淀川区で最初の新制中学校の一つ・大阪市立西淀川第二中学校として、大阪市立姫島小学校内に併設する形で開校した。義務制が適用された1947年度1年生に加えて、旧制姫島国民学校高等科・姫島商工学校・姫島実科女学校から2-3年生の希望者を編入している。
大阪市の新制中学校は設立当初「区名＋番号」の仮称で出発したが、地名などを使用した校名へと切り替えられることになった。これに伴い、1949年に大阪市立西淀中学校に改称している。
福島紡績工場跡の現在地を1948年に学校敷地として購入し、翌1949年6月6日に現在地に移転している。現在地に移転した6月6日を創立記念日としている。
1960年代後半頃より西淀川区では公害問題・大気汚染が深刻化した。これに伴い校舎に空気清浄機が設置され、1971年5月より使用を開始している。

### 年表
- 1947年4月1日 - 大阪市立西淀川第二中学校として開校。
- 1948年7月9日 - 現在地の校地買収契約が成立。
- 1949年5月1日 - 大阪市立西淀中学校と改称。
- 1949年6月6日 - 福島紡績工場跡の現在地へ移転。この日を創立記念日とする。
- 1950年9月3日 - ジェーン台風で校舎半壊。
- 1956年11月1日 - 図工科全国研究大会会場校となる。
- 1958年5月10日 - 養護学級設置。
- 1970年12月26日 - 空気清浄機設置工事開始。
- 1971年5月24日 - 空気清浄機の使用を開始。
- 1975年4月1日 - 肢体不自由児学級を姫島小学校内に開設。
- 1976年2月22日 - 肢体不自由児学級を西淀中学校内に移転。
- 1993年4月 - 制服を変更（新1年生より）。

## 通学区域
- 大阪市立姫島小学校、大阪市立姫里小学校、大阪市立福小学校の通学区域。

大阪市西淀川区 姫島1丁目-6丁目、姫里1丁目-3丁目、福町1丁目-3丁目。

## 交通
- 阪神なんば線 福駅 （千船病院前）北東へ約500m。
- 大阪シティバス・に〜よんバス 西淀中学校前バス停 北へ約250m。